# Glycoalcaloïde
 (mars 2024).
Si vous disposez d'ouvrages ou d'articles de référence ou si vous connaissez des sites web de qualité traitant du thème abordé ici, merci de compléter l'article en donnant les références utiles à sa vérifiabilité et en les liant à la section « Notes et références ».

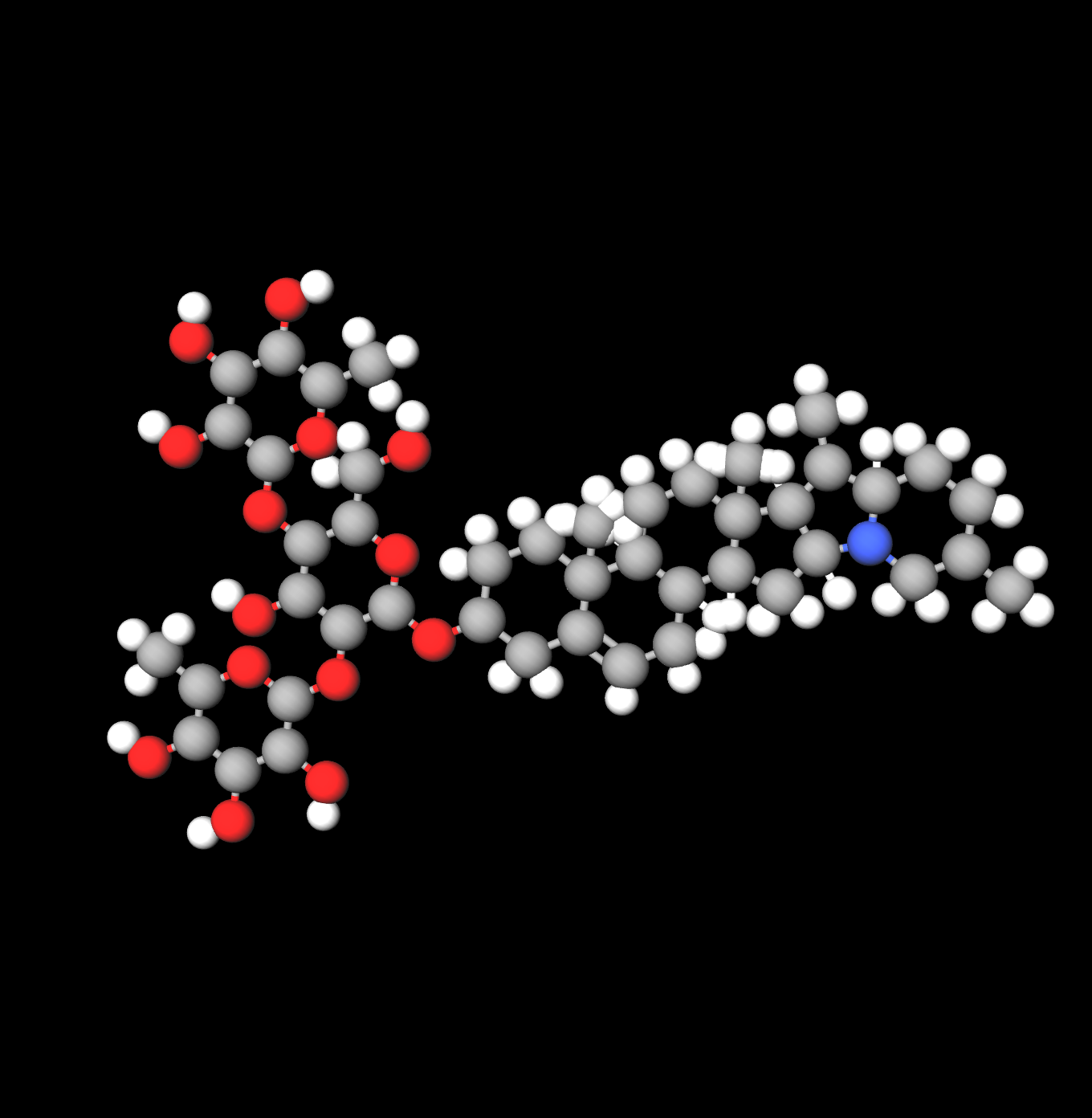
Modèle d'un glycoalcaloïde de la pomme de terre, l'α-chaconine : à gauche, le sucre, à droite l'alcaloïde.

Les glycoalcaloïdes sont une famille de substances toxiques communément trouvées dans les espèces de la famille des Solanacées.
Plusieurs glycoalcaloïdes (sucre + alcaloïde) sont potentiellement toxiques. La solanine (sucre [solanose] + alcaloïde [solanidine] = solanine), se trouve par exemple dans les pommes de terre et les tomates.
Les glycoalcaloïdes ont un goût amer et produisent une irritation à l'arrière de la bouche et sur le côté de la langue quand ils sont consommés.
Des gels à base de glycoalcaloïdes sont commercialisés comme exfoliants.